# حزره (ادلب)
حزره (به عربی: حزرة) یک روستا در سوریه است که در ناحیه الدانا واقع شده‌است. حزره ۶۳۱ نفر جمعیت دارد.